# Hernan Molinari
Hernan Rodolfo Molinari (La Plata, Provincia de Buenos Aires, Argentina, 11 de septiembre de 1982) es un exfutbolista argentino que jugaba de delantero.

## Trayectoria
Apodado "Il bomber" (el bombardero), migró a los 20 años al fútbol italiano desde Estudiantes, país donde hizo carrera en clubes del ascenso, donde anotó más de 260 goles en su carrera (112 por la Serie D, los otros en el ascenso).
El 19 de agosto de 2019 a los 37 años, Molinari fichó por segunda vez por el Fermana Football Club esta vez en la Serie C, su primera temporada en la categoría profesional italiana. Debutó el 1 de septiembre ante el Vicenza y anotó su primer gol el 29 de septiembre al Calcio Padova.
A finales de abril de 2020 anunció su retirada.

## Estadísticas
Actualizado al último partido disputado el 29 de septiembre de 2019.
| Club                    | País   | Año       | Part. | Goles |
| ----------------------- | ------ | --------- | ----- | ----- |
| Guspini Terralba        | Italia | 2003-2004 | 19    | 11    |
| Monreale Calcio         | Italia | 2004-2005 | 18    | 13    |
| Guspini Terralba        | Italia | 2005-2006 | 23    | 18    |
| Vis Pesaro              | Italia | 2006      | 10    | 5     |
| AC Cattolica Calcio     | Italia | 2006-2007 | 5     | 2     |
| Velletri                | Italia | 2007-2008 | 17    | 10    |
| Albalonga Calcio        | Italia | 2008-2009 | 26    | 23    |
| Cavese                  | Italia | 2009      | 18    | 18    |
| FC Fidene               | Italia | 2009-2010 | 8     | 3     |
| Albalonga Calcio        | Italia | 2010-2011 | 28    | 23    |
| SPD Amiternina          | Italia | 2011-2012 | S/D   | 29    |
| Taranto FC              | Italia | 2012-2014 | 20    | 13    |
| Brindisi FC             | Italia | 2014-2015 | 31    | 20    |
| A.S.D. Jolly Montemurlo | Italia | 2015      | 13    | 4     |
| Fermana F. C.           | Italia | 2015-2017 | 14    | 10    |
| Varese Calcio           | Italia | 2017      | 14    | 6     |
| FBC Gravina             | Italia | 2017-2018 | 18    | 9     |
| AC Nardò                | Italia | 2018-2019 | 20    | 4     |
| Fermana F. C.           | Italia | 2019-2020 | 4     | 1     |